# Europese democraten voor de vooruitgang
Europese democraten voor de vooruitgang was een fractie in het Europees Parlement.

## Geschiedenis
De fractie Europese democraten voor de vooruitgang werd gevormd in 1973. De fractie was een samenvoeging van de fractie van de Europese Democratische Unie (bestaande uit de Franse partij Union des Démocrates pour la République) en vertegenwoordigers van de kort daarvoor tot het Europees Parlement toegetreden Ierse partij Fianna Fáil. Na de eerste verkiezingen voor het Europees Parlement in 1979 traden de Scottish National Party en de Deense Fremskridtspartiet toe tot de fractie.
De naam van de fractie werd na de Europese Parlementsverkiezingen van 1984 gewijzigd in Verenigde Europese democraten.

## Leden
| Land                | Nationale partij                 | Zetels | Zetels |
| Land                | Nationale partij                 | 1979   |        |
| ------------------- | -------------------------------- | ------ | ------ |
| Denemarken          | Fremskridtspartiet               | 1      |        |
| Frankrijk           | Rassemblement pour la République | 15     |        |
| Ierland             | Fianna Fáil                      | 5      |        |
| Verenigd Koninkrijk | Scottish National Party          | 1      |        |
| totaal              | totaal                           | 22     |        |